# Виконувач обов'язків
Виконувач обов'язків, заступник в обов'язках, замісник (в. о.) — людина, яка очолює певну установу доти, поки не буде обрано повноцінного керівника цієї установи.
Виконувач обов'язків може бути призначений наказом свого керівництва (наприклад, директора) або ж стане в. о. автоматично (наприклад, коли Верховна Рада звільняє прем'єр-міністра України він/вона автоматично стає в. о. до того часу, доки не буде обрано нового Голови Кабінету Міністрів) у випадку, якщо не встановлено будь-якої іншої процедури ні законом, ні статутом. Статусу виконувача обов'язків може набути особа, якій, відповідно до законодавства України, надано право розпорядження рахунком та підписання розрахункових документів (доказ — витяг із Єдиного державного реєстру фізичних осіб). Засвідчення справжності підпису в. о. нотаріуса не суперечить Інструкції про вчинення нотаріальних дій, а будь-яка установа не має підстав не приймати документи, підписані в.о., оскільки за даними ЄДР, в. о. має право вчиняти дії від імені ТОВ (ПАТ, ПрАТ і т. ін.)